# مات وايت (مغني)
مات وايت (بالإنجليزية: Matt White)‏ هو مغني ومغن مؤلف أمريكي، ولد في 23 سبتمبر 1980 في إنغلوود في الولايات المتحدة.

## وصلات خارجية
- الموقع الرسمي
- مات وايت على موقع ميوزك برينز (الإنجليزية)
- مات وايت على موقع ديسكوغز (الإنجليزية)
- مات وايت على موقع ديسكوغز (الإنجليزية)